# 印度熊属
印度熊属（学名：Indarctos）是一个灭绝的熊属，生存于中新世时期的北美洲、欧洲和亚洲。其存在时间约为620万年，从大约1100万年前到530万年前。
最古老的印度熊属化石来自美国亚利桑那州（大约1100万年前至770万年前），最年轻的化石来自哈萨克斯坦（大约900万年前至530万年前）。在北美洲，这种动物与Plionarctos同时存在（大约1030万年前至330万年前）。

## 发现、历史和分类学

### 发现
1988年在Karabulak地层中发现了一颗臼齿（编号为MNA 1839/km-83），最初被临时归为Indarctos sp.属。在2017年重新检查后，该牙齿被归入了旁遮普印度熊属。这颗牙齿被发现属于一只年轻个体，可能是一只雄性熊，也是已知的该物种中最大的牙齿。这可能是由于性二形性，因为现生的雄性熊比雌性熊更大。

### 物种
印度熊属已知有几个物种，广泛分布于欧亚大陆、北美洲和北非，但大多数物种仅有残片化石，这使我们对某些物种的解剖学、生活方式、分类学和古生态学知识不足。这些物种通常是基于较差的遗骸建立的，没有考虑到性二形性、古地理变异和个体变异的存在，结果出现了一些其分类有效性受到质疑的物种。
以下是该属的一些物种：
I. arctoides：该物种以草食为食，是后来的旁遮普印度熊的祖先。
旁遮普印度熊（学名：I. punjabiensis）：该物种是印度熊属地质年代最年轻、最后的物种。在晚中新世期间（6.3-6.5百万年前）广泛分布于欧亚大陆。它存在于哈萨克斯坦的Karabulak地层，到中国和印度-巴基斯坦的Dhon Pathan地层都有发现。它是从早期的I. arctoides进化而来，但与其祖先不同的是，它是杂食性的，并且体型更大。基于其前肢与现代棕熊相似，它可能具有类似的运动适应性，这样的进化特征导致印度熊属样的熊移入了北美洲。晚中新世末期，旁遮普印度熊作为其属中的最后一个物种灭绝了。

## 分布和古生态学
一些化石发现地点和标本的年龄如下：
- Box T Site，德克萨斯州利普斯科姆县，年代为大约930万至920万年前。
- Rattlesnake site，俄勒冈州格兰特县，年代为大约1030万年前至490万年前。
- Withlacoochee River Site 4A，佛罗里达州马里恩县（Indarctos sp.），年代为大约1030万年前至490万年前。
- 中国云南省禄丰市（I. atticus），年代为大约900万年前至530万年前。
- 土耳其Trace地区Yulafli (CY)（I. arctoides），年代为大约970万年前至870万年前。
- 西班牙马德里盆地的Batallones-3（I. arctoides），年代为大约1160万年前至530万年前[4][5]。

在哈萨克斯坦，旁遮普印度熊物种在Karabulak地层中发现，年代为晚中新世（6.3-6.5百万年前）。它与三个鼬科动物（Martes sp.，Promeles sp.，Plesiogulo crassa Teilhard），三个食肉动物（Adcrocuta eximia，Hyaenictitherium hyaenoides orlovi，Amphimachairodus kurteni），四个奇蹄类动物（Hipparion hippidiodus，H. elegans，Chilotherium sp.，Sinotherium zaisanensis）和六个偶蹄类动物（Cervavitus novorossiae，Procapreolus latifrons，Samotherium cf. irtyshense，Paleotragus（Yuorlovia）asiaticus，Tragoportax sp.，Gazella dorcadoides）共存。旁遮普印度熊生存的气候温和干燥，是广阔的开阔草原的栖息地。